# Chattanooga Valley
Chattanooga Valley est une census-designated place située dans le comté de Walker, dans l’État de Géorgie, aux États-Unis. Lors du recensement de 2020, elle comptait 3 962 habitants.